# 岩越鐵道
岩越鐵道（日语：／ Ganetsu Tetsudō */?）是日本一家曾存在於1897年至1906年之間的私營鐵路公司，建设、經營现在的磐越西線郡山站至喜多方站之間。1906年，日本頒佈《鐵道國有法》，岩越鐵道被收歸國有，成為遞信省鐵道局的一部份。

## 历史

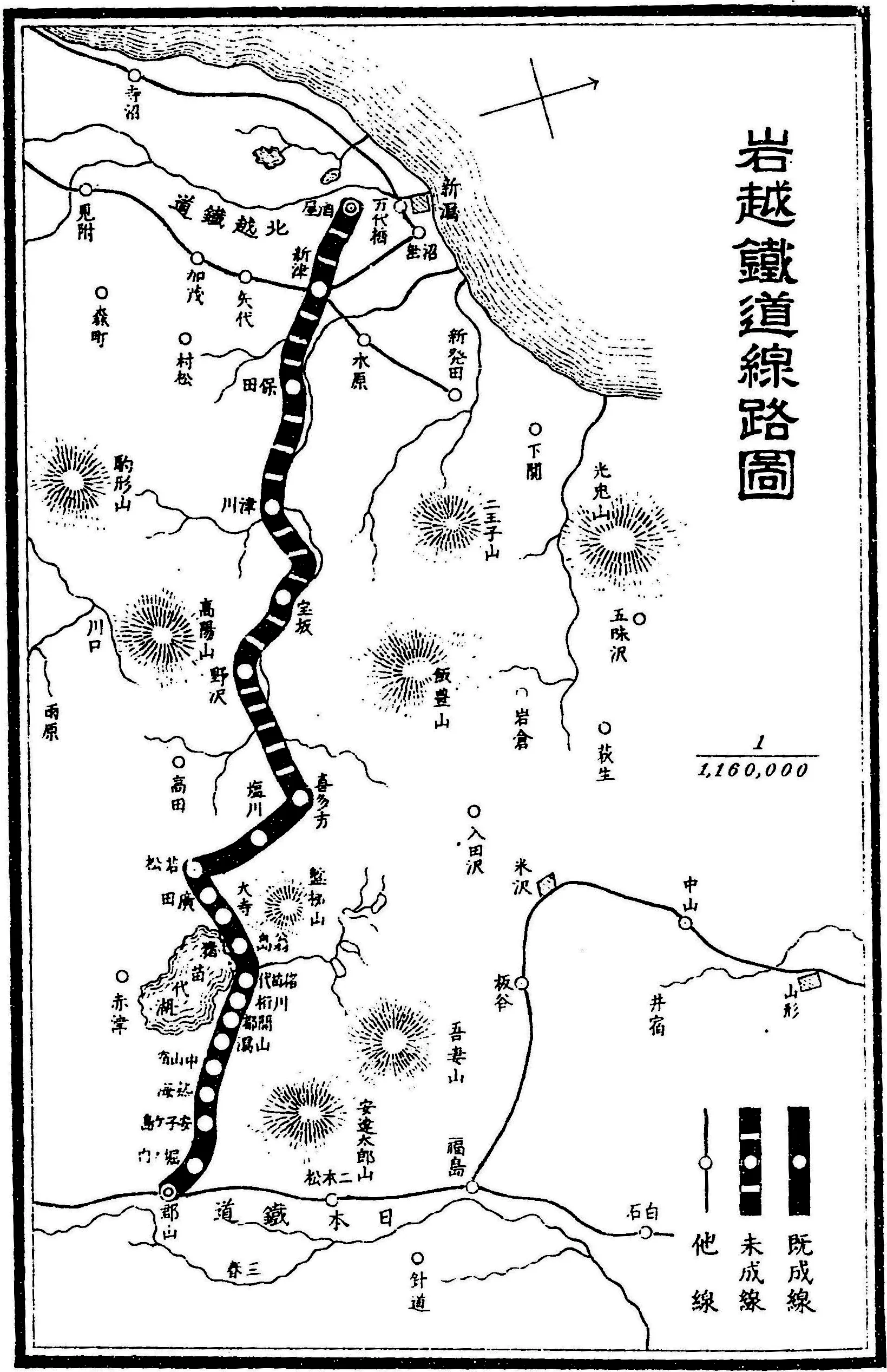
1906年岩越鐵道路线图

日本鐵道开通后，从郡山经会津若松至新潟的铁路建設運動发起，列入1892年颁布的《铁道敷设法》中，并按照日本鐵道模式成立岩越鐵道，1896年1月发下郡山 - 若松 - 新津铁路铺设许可，1897年5月26日成立岩越鐵道，1898年郡山 - 中山宿間開業，隔年延伸至若松站，1904年延伸至喜多方站。
虽然形式上岩越鐵道是私营公司，但路线建设、运营都有国家介入，因此实际上是「半官半民」性质的公司。1906年在日俄戰爭衝擊下，鐵道國有化的呼聲提高，同年《鐵道國有法》頒布，岩越鐵道被列入其中，并在1906年11月1日收歸國有，由鐵道院接手建设。1909年进行国有铁道名称制定，郡山站至喜多方站路线被称为“岩越线”。1914年全线通车，1917年配合平郡線改称磐越東線，岩越线改称磐越西線至今。

## 路線
郡山至喜多方區間
郡山 - 堀内 - 安子島 - 熱海 - 中山宿 - 山潟 - 关都 - 猪苗代 - 翁島 - 大寺 - 广田 - 若松 - 盐川 - 喜多方